# Imidocarb
Imidocarb ist ein in der Tiermedizin verwendeter Arzneistoff aus der Gruppe der Carbanilide, der vor allem zur Therapie und Prophylaxe von Babesiosen eingesetzt wird. Er findet vor allem als Imidocarbdipropionat Anwendung. In der Humanmedizin ist der Arzneistoff nicht zugelassen.

## Wirkungsmechanismus und Anwendungsgebiete
Der genaue Wirkungsmechanismus ist noch nicht endgültig geklärt. Imidocarb bindet sich an die DNA der Babesien und unterdrückt so die Nukleinsäure-Synthese. Außerdem hemmt es wahrscheinlich die Polyaminsynthese. Der Wirkstoff wird in Wirbeltieren nur langsam metabolisiert und ausgeschieden. Die Halbwertszeit im Blut beträgt etwa 3 Stunden. Die Ausscheidung erfolgt zu etwa 90 % über die Niere, der verbleibende Teil über den Kot. 
Außer gegen Babesien ist der Wirkstoff zur Therapie der Cytauxzoonose, Eperythrozoonose, Hepatozoonose, Theileriose und caninen Ehrlichiose geeignet. Bei laktierenden Tieren darf der Wirkstoff nicht angewendet werden.

## Nebenwirkungen
An der Injektionsstelle kann eine schmerzhafte Schwellung entstehen.
Die systemischen Nebenwirkungen sind vor allem auf eine Hemmung der Cholinesterase zurückzuführen und bestehen in Übelkeit, Erbrechen, Speicheln, Tremor, Tränenfluss, Kot- und Harnabsatz, Kolik, serösem Nasenausfluss. Selten treten Durchfall und Atemnot auf. Diese Symptome können durch Gabe von Atropin vermindert werden.
Selten tritt eine Anaphylaktische Reaktion ein.

## Handelsnamen
Carbesia (CH, F, I), Imizol (USA, UK, IE)